# 青弋江站
青弋江站是位于安徽省芜湖市青弋江的一个铁路车站，有宁铜铁路经过该站，邮政编码241002。车站于1986年11月15日建成:247，2001年9月27日芜湖枢纽芜湖至火龙岗外绕线建成后关闭。车站距离南京西站135公里，隶属中国铁路上海局集团有限公司，是五等站。
1. ↑  . 中国铁道出版社. 2004. ISBN 9787113053802.
2. ↑  芜湖市地方志办公室. . 安徽人民出版社. 2002. ISBN 7-212-02148-2.
3. ↑  段红艳. . 铁道勘测与设计. 1998.